# Оуэн, Ллойд
Ма́ркус Ри́чард Ллойд О́уэн (англ. Marcus Richard Lloyd Owen; род. 14 апреля 1966 года, Вестминстер, Лондон, Англия, Великобритания) — британский актёр. Наиболее известен по ролям отца Индианы Джонса профессора Генри Джонса-старшего в «Хрониках молодого Индианы Джонса», Уильяма Хилиса в фильме «Мисс Поттер», командира Нейтана Уокера в хорроре «Аполлон 18», а также Элендила в фэнтезийном телесериале «Властелин колец: Кольца власти».

## Биография
Ллойд Оуэн родился 14 апреля 1966 года в больнице Чаринг-Кросс в Вестминстере, Лондон, Англия. Несмотря на то, что он вырос в Лондоне, Ллойд происходит из семьи валлийских актёров: его отец Глин Оуэн был родом из Карнарвона, тогда как мать Патриция Морт — из Суонси. Его сестра Кэти (род. 1968) также является актрисой.
Учился в школе Хайгейт в Лондоне. Благодаря тому, что его родители были из театральной среды, Ллойд вырос в окружении различных деятелей искусства. Тем не менее, первоначально он не был заинтересован в профессии актёра. Он был успешен в учёбе и спорте, однако учителя и окружающие утверждали, что играть в театре у него получалось лучше всего, поэтому Оуэн изменил своё мнение.
Сразу после школы в возрасте 16 лет вступил в состав Национального молодёжного театра. Оуэн также обучался актёрскому мастерству в Королевской академии драматического искусства, после чего присоединился к Королевской шекспировской труппе.

## Карьера

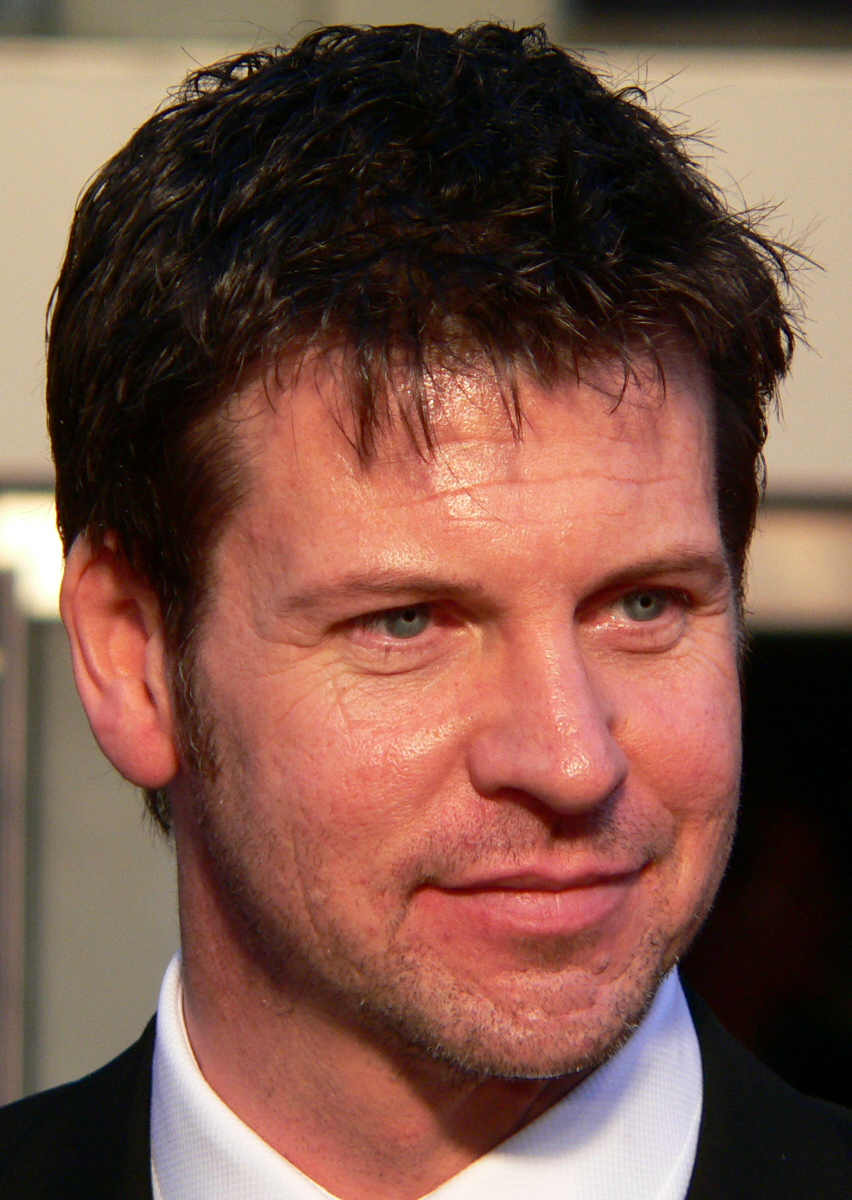
Ллойд Оуэн в 2006 году

Первой заметной ролью Оуэна на экране стала роль профессора Генри-Джонса-старшего, отца Индианы Джонса, в приключенческом телесериале «Хроники молодого Индианы Джонса» (1992—1993 гг.). Другой значимой работой актёра стала главная роль в сериале BBC Scotland «Хозяин долины», которую он играл с 2002 по 2005 год. Помимо этого с 2006 по 2007 год он исполнял ведущую роль профессора Джона Форда в юридической драме «Проект Невинности». Также в 2006 году Оуэн снялся в биографической драме «Мисс Поттер», где сыграл адвоката Уильяма Хилиса.
В 2011 году его можно было увидеть в главной роли командира Нейтана «Нейта» Уокера в научно-фантастическом фильме «Аполлон 18». После этого актёр появился во втором сезоне сверхъестественной драмы «Древние», сыграв Энсела, отца Клауса. Также он принял участие в комедийной драме 2015 года «Ты, я и конец света». В 2019 году он снялся в драматическом мини-сериале ITV «Зачистка». В 2022 году Оуэн присоединился к актёрскому составу фэнтезийного телесериала компании Amazon «Властелин колец: Кольца власти», в котором он исполняет роль Элендила.

## Личная жизнь
Оуэн женат на актрисе Джульетт Моул. У пары есть двое детей, Максим (род. 1990) и Мими (род. 1998).
Актёр свободно говорит на французском языке.

## Фильмография
| Год          |     | Русское название                           | Оригинальное название                     | Роль                          |
| ------------ | --- | ------------------------------------------ | ----------------------------------------- | ----------------------------- |
| 1988         | с   | Бун                                        | Boon                                      | Пит Блиссет                   |
| 1991         | с   | Начальник полиции                          | The Chief                                 | Фаррелл                       |
| 1992—1993    | с   | Хроники молодого Индианы Джонса            | The Young Indiana Jones Chronicles        | профессор Генри Джонс-старший |
| 1992         | с   | Вечно зелёный                              | Forever Green                             | Пол Шеррингем                 |
| 1992         | с   | Научная фантастика                         | Science Fiction                           | Лорд Байрон                   |
| 1993         | с   | Поймать удачу                              | Stay Lucky                                | Джерри Кук                    |
| 1993         | с   | Вся жизнь — игра                           | All in the Game                           | Даррен Мэттьюз                |
| 1994         | с   | Линия судьбы                               | The Cinder Path                           | Чарли Макфелл                 |
| 1996         | с   | Чисто английское убийство                  | The Bill                                  | Дэвид Сибрук                  |
| 1996         | тф  | Молодой Индиана Джонс: Путешествие с отцом | Young Indiana Jones: Travels with Father  | профессор Генри Джонс-старший |
| 1998         | с   | Будь собой                                 | Get Real                                  | Адам                          |
| 1999         | кор | Между снами                                | Between Dreams                            | Стивен Тредр                  |
| 1999         | с   | Катастрофа                                 | Casualty                                  | Джек Чендлер                  |
| 2000         | с   | Огни гавани                                | Harbour Lights                            | инспектор Ник Престон         |
| 2001         | с   | Цыганка                                    | Gypsy Girl                                | Джек                          |
| 2001         | с   | Сердца и кости                             | Hearts and Bones                          | Джеймс                        |
| 2001—2002    | с   | С балкона                                  | Des del balcó                             | Патрик О’Брайен               |
| 2002         | с   | Любовь на шестерых                         | Coupling                                  | Джеймс                        |
| 2002         | тф  | Убийственные красотки                      | Dead Gorgeous                             | Вик                           |
| 2002—2005    | с   | Хозяин долины                              | Monarch of the Glen                       | Пол Боуман-Макдональд         |
| 2002         | с   | Тугая струна                               | Wire in the Blood                         | Спенсер Уоттс                 |
| 2002         | кор | Смена сезонов                              | The Seasons Alter                         | Оберон                        |
| 2003         | с   | Порок                                      | The Vice                                  | Дилейни                       |
| 2003         | ф   | Страна любви                               | The Republic of Love                      | Питер                         |
| 2003         | кор | Путаница                                   | Confused                                  | Джонни                        |
| 2004         | док | BBC: Живые драконы                         | Dragons Alive                             | рассказчик                    |
| 2004         | кор | Сделай снимок                              | Get the Picture                           | Джейк Уэллс                   |
| 2005         | с   | Отдел призраков                            | The Ghost Squad                           | инспектор Брайс               |
| 2006         | ф   | Мисс Поттер                                | Miss Potter                               | Уильям Хилис                  |
| 2006—2007    | с   | Проект Невинности                          | The Innocence Project                     | профессор Джон Форд           |
| 2007         | с   | Вива Лафлин                                | Viva Laughlin                             | Рипли Холден                  |
| 2008         | тф  | Неотделимые                                | Inseparable                               | Джастин / Клайд               |
| 2009         | с   | Принимая удар                              | Taking the Flak                           | Джек                          |
| 2009         | тф  | Внутри коробки                             | Inside the Box                            | Кеннет Доннеган               |
| 2011         | ф   | Аполлон 18                                 | Apollo 18                                 | Нейтан Уокер                  |
| 2011         | ки  | Star Wars: The Old Republic                | Star Wars: The Old Republic               | различные персонажи           |
| 2012         | с   | Посредник Кейт                             | Fairly Legal                              | Робин Арчер                   |
| 2013         | ф   | Свободная повозка                          | Free Ride                                 | капитан                       |
| 2013         | тф  | National Theatre Live: 50 лет на сцене     | National Theatre Live: 50 Years On Stage  | Тони Блэр                     |
| 2014         | с   | Древние                                    | The Originals                             | Энсел                         |
| 2015         | с   | Убийства в Мидсомере                       | Midsomer Murders                          | Луис Пейнтон                  |
| 2015         | с   | Ты, я и конец света                        | You, Me and the Apocalypse                | президент США Фаррелл         |
| 2015         | тф  | Наблюдатель                                | Der Beobachter                            | Том Уорд                      |
| 2016         | с   | Смерть в раю                               | Death in Paradise                         | доктор Сэм Блейк              |
| 2016         | с   | Безмолвный свидетель                       | Silent Witness                            | детектив Митчелл              |
| 2017         | ки  | Horizon Zero Dawn                          | Horizon Zero Dawn                         | Тед Фаро / Ярм                |
| 2017         | ф   | Мозг Гиммлера зовётся Гейдрихом            | HHhH                                      | комендант Шустер              |
| 2018         | ф   | Банды Индостана                            | Thugs of Hindostan                        | Джон Клайв                    |
| 2019         | с   | Зачистка                                   | Cleaning Up                               | Доминик Свонсон               |
| 2022         | ки  | Horizon Forbidden West                     | Horizon Forbidden West                    | Тед Фаро                      |
| 2022         | кор | Возврат                                    | Bounce                                    | режиссёр и продюсер           |
| 2022 — н. в. | с   | Властелин колец: Кольца власти             | The Lord of the Rings: The Rings of Power | Элендил                       |
| 2023         | ф   | Колодец Чудес                              | Wonderwell                                | Адам                          |